# Bitwa pod Bukowcem
Bitwa pod Bukowcem – bitwa stoczona 3 września 1939 nieopodal wsi Bukowiec. W starciu wzięły udział 16 pułk Ułanów Wielkopolskich pod dowództwem ppłk. Juliana Arnoldta-Russockiego wsparty 2 baterią 11 dywizjonu artylerii konnej pod dowództwem kpt. Janusza Pasturczaka przeciwko 3 Niemieckiej Dywizji Pancernej wspartej oddziałem 23 pułku piechoty zmotoryzowanej i siedemnastoma bombowcami Luftwaffe.

## Przebieg bitwy
16 pułk zajmuje pozycje wzdłuż torów kolejowych, oczekując natarcia nieprzyjaciela. Wysyła zwiad, który melduje o dużym (ok. 100 pojazdów) zgrupowaniu czołgów Wermachtu w miejscowości Polskie Łąki (ok. 3 km od miejsca bitwy). 2 bateria 11 dak-u zajęła miejsce na przejeździe kolejowo-drogowym na wprost wojsk niemieckich. Natychmiast po otrzymaniu meldunku na horyzoncie wyłoniły się pierwsze pojazdy.
Pierwszy atak zostaje odparty, a 3 DP traci 15 czołgów. Wielką zasługę ma w tym właśnie 2 bateria 11 dak-u, która zniszczyła prawie połowę wrogich jednostek.
Drugi atak jest bardziej zmasowany; nadciąga lotnictwo niemieckie bombardując Polaków. Straty rosną w zastraszającym tempie. Armia polska traci obie radiostacje. Po godzinie 12 ppłk. Arnoldt-Russocki nakazuje wycofanie się z pola bitwy. 
Na terenie wsi Bukowiec i w okolicy 3 września 1939 r. poległo w walce z najeźdźcą hitlerowskim 131 żołnierzy 16 pułku Ułanów Wielkopolskich. Obecnie żyje tylko jeden ich towarzysz.